# Distopia

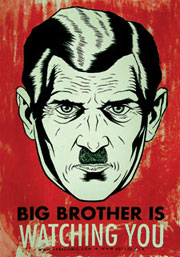
Manifesto del Grande Fratello di 1984, col Grande Fratello ispirato dalle dittature del XX secolo, un libro su una moderna e futura dittatura, tratto dal fumetto 1984 The comic di F. Guimont, 2004.

Una distopìa, o anche anti-utopia, contro-utopia, utopia negativa o cacotopia, è una descrizione o rappresentazione di una realtà immaginaria del futuro, ma prevedibile sulla base di tendenze del presente percepite come altamente negative, in cui viene presagita un'esperienza di vita indesiderabile o spaventosa. Ponendosi in contrapposizione ad un'utopia, una distopia viene tipicamente prefigurata come l'appartenenza ad un'ipotetica società o ad un ipotetico mondo caratterizzati da alcune espressioni sociali o politiche opprimenti, spesso in concomitanza o in conseguenza di condizioni ambientali o tecnologiche pericolose, che sono state portate al loro limite estremo.

## Etimologia
Il termine distopia è composto dai termini del greco antico "δυς-" (dys-) = "cattivo", un prefisso che aggiunge il concetto altamente negativo di contrarietà, difficoltà, erroneità, dubbiezza, e "τόπος" (topos) = "luogo". Il termine cacotopia è formato dall'aggettivo greco "κακός" (cacòs) = "cattivo" e "τόπος" (topos). Gli altri sinonimi sono formati da "ἀντί-" (anti-) = "contro" oppure "ψευδής" (pseudes) = "falso" unite al termine "utopia", a sua volta composto da "οὐ-" (u-) = "non" e "τόπος" (topos), che significa "non-luogo", cioè un luogo che non esiste, da intendersi con l'accezione di "luogo ideale".
Secondo l'Oxford English Dictionary, il termine fu coniato nel 1868 dal filosofo John Stuart Mill, che si serviva anche di un sinonimo proposto da Jeremy Bentham nel 1818, cacotopìa. Entrambe le parole si basano sul termine utopia, luogo dove tutto è come dovrebbe essere. Distopia è quindi l'esatto opposto, un luogo del tutto spiacevole e indesiderabile. Spesso la differenza fra utopìa e distopìa dipende dal punto di vista dell'autore dell'opera. I testi distopici appaiono come opere di avvertimento, o satire, che mostrano le tendenze negative attuali svilupparsi sino a raggiungere dimensioni apocalittiche. Dunque la distopia descrive pericoli percepiti nella società attuale ma collocati in un contesto distante nel tempo e nello spazio, come nelle opere fantascientifiche di H. G. Wells.

## Tematiche narrative
(1984 - George Orwell)
Tra le opere di rilievo del filone distopico vi sono le narrazioni fantapolitiche antitotalitarie della prima metà del Novecento, tra cui Il padrone del mondo (Lord of the World, 1907) di Robert Hugh Benson, Il tallone di ferro (The Iron Heel, 1908) di Jack London, Noi (Мы, 1921) di Evgenij Ivanovič Zamjatin, che presenta già tutti i tratti delle distopie moderne ed è considerato il primo romanzo distopico, Il mondo nuovo (Brave new world, 1932) di Aldous Huxley, Qui non è possibile (It Can't Happen Here, 1935) di Sinclair Lewis, Antifona (Anthem, 1938) di Ayn Rand e 1984 (Nineteen Eighty-Four, 1949) di George Orwell e Il racconto dell’ancella (The Handmaid’s Tale, 1985) di Margaret Atwood.

Nella narrativa un numero considerevole di storie di fantascienza, ambientate in un futuro prossimo e appartenenti al genere cyberpunk, usa le regole della distopia per delineare mondi dominati dalle corporazioni high-tech in cui i governi nazionali stanno diventando sempre più irrilevanti. È dunque il genere della fantascienza postapocalittica quello che più caratterizza la narrativa distopica tra XX e XXI secoli, diffondendosi al punto di diventare il più diffuso nelle serie destinate a un pubblico di giovani adulti (YA).

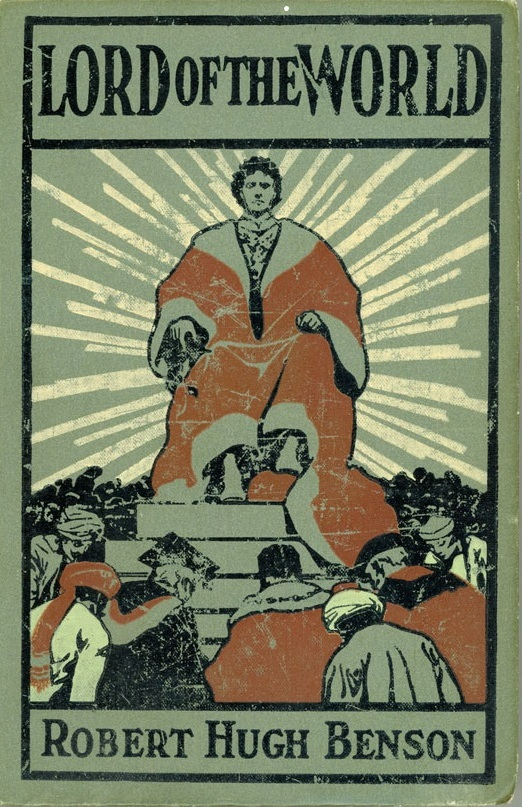
Il padrone del mondo di R. H. Benson (1907).

Alcune caratteristiche sono comuni alla maggior parte dei romanzi distopici del Novecento e del XXI secolo. Più precisamente, possono essere individuati due principali filoni narrativi: il primo rappresenta soprattutto eventuali società future (rispetto al tempo in cui è scritto il romanzo) in cui il potere dell'autorità (politica, religiosa, tecnologica, ecc.) pretende di controllare ogni aspetto della vita umana; il secondo rappresenta o la distruzione del vivere civile o una sua massima degradazione dovuta a catastrofi globali, per lo più causate dall'uomo. Un terzo filone, che in un certo senso si pone a metà tra i primi due, predilige la rappresentazione di determinate società umane sull'orlo del disastro: in questo caso la fine della civiltà, che nella narrazione esiste ancora, viene avvertita come imminente. 
Per quanto riguarda il primo filone (dei "totalitarismi"):
- è presente una società gerarchica, in cui le divisioni fra le classi sociali (o caste) sono rigide e insormontabili;
- la propaganda del regime e i sistemi educativi costringono la popolazione al culto dello Stato e del suo governo, convincendola che il suo stile di vita è l'unico (o il migliore) possibile;
- il dissenso e l'individualità sono visti come valori negativi, in opposizione al conformismo dominante. Si assiste a una depersonalizzazione dell'individuo.
- lo Stato (oppure le corporazioni hi-tech, o una congregazione religiosa) sono spesso rappresentati da un leader carismatico adorato dalla gente e oggetto di culto della personalità;
- il mondo al di fuori dello Stato è visto con paura e ribrezzo;
- il sistema penale comprende spesso la tortura fisica o psicologica;
- agenzie governative o paramilitari (come una polizia segreta) sono impegnate nella sorveglianza continua dei cittadini. Essa può essere svolta anche da potenti e avanzate reti tecnologiche;
- il legame con il mondo naturale non appartiene più alla vita quotidiana.

Per quanto riguarda il secondo filone (postapocalittico):
- la popolazione umana è ridotta ai minimi termini. Pochissime persone sono riuscite a salvarsi dal cataclisma;
- la società così come concepita dall'uomo attuale non esiste più. Le relazioni umane sono dettate esclusivamente dal dogma della sopravvivenza individuale in un mondo scarsissimo di risorse;
- i raggruppamenti umani esistono, ma soltanto in forme primitive e degradate. Esistono organizzazioni di persone che fanno uso della forza fisica o per accaparrarsi le risorse di altre comunità o per cercare di restaurare un ordine morale e legale;
- il livello tecnologico è primitivo, spesso precedente alla rivoluzione industriale. Ovunque vi sono tracce della tecnologia e della scienza umana di prima della catastrofe;
- la vegetazione è ridotta al minimo. Perfino l'acqua può essere non potabile, perché contaminata o radioattiva. Gli animali, eccetto pochissime specie adattate, in linea di massima si sono estinti;
- tra gli esseri umani e alcuni tipi di animali, possono esserci individui mutati geneticamente, sfigurati dalle sofferenze e ostili alla vita. Le mutazioni hanno un'accezione negativa perché causate dall'intervento dell'uomo sulla natura tramite esperimenti scientifici o l'uso di armi chimiche, biologiche o nucleari.